# 418
418 (CDXVIII, na numeração romana) foi um ano comum do século V do  Calendário Juliano, da Era de Cristo, e a sua letra dominical foi F, totalizando 52 semanas, com início a uma terça-feira e terminou também a uma terça-feira.
| Ano completo                       |
| ---------------------------------- |
| Ano comum com início à terça-feira |

## Eventos
- 28 de Dezembro - É eleito o Papa Bonifácio I, 42º papa, que sucedeu o Papa Zósimo.
- O imperador Constâncio firma tratado com os visigodos, autorizando-os a ser fixarem como federados na Gália.
- O bispo de Minorca persegue os judeus, e toma as duas sinagogas em Mahón. Trezentas famílias em Mahón, e um total de quinhentas e quarenta nas ilhas, são convertidas à força ao cristianismo; estas famílias retornam ao judaísmo com a conquista moura das ilhas Baleares.[1][Nota 1]

## Mortes
- 26 de Dezembro - Papa Zósimo, 41º papa
- Vália, rei dos Visigodos
- Átax, rei dos Alanos